# 华盛顿州州道
华盛顿州州道（英語：State Highways of Washington）是华盛顿州境内由华盛顿州交通部建设和维护的州级公路。华盛顿州州道网絡总长逾7,000英里（11,270）（含經過州內的州際公路及美國國道），涵蓋州內百分之8.5的公路，並承載州內逾半的交通流量。州內其他公路則位於建制地方內，或由縣政府養護。